# 新成泡
新成泡是一个位于中国吉林省通榆县的湖泊，面积约为1.7平方千米，平均水深约为1.5米。